# Roaring Lions at Home
Roaring Lions at Home é um curta-metragem mudo do gênero comédia produzido nos Estados Unidos e lançado em 1924.